# 張應濟
張應濟（?—?），山西省介休縣人，清朝政治人物、進士出身。
光緒二十四年，會試戊戌科第328名。光緒三十年，殿試登進士三甲第118名，后任候補內閣中書。